# Tapsi Hapsi – Anyák napi különkiadás
A Tapsi Hapsi – Anyák napi különkiadás (eredeti cím: The Bugs Bunny's Mother's Day Special) 1979-ben bemutatott amerikai rajzfilm, amely a Bolondos dallamok című rajzfilmsorozat alapján készült. Az animációs játékfilm rendezője James Davis. A forgatókönyvet Hal Geer írta, a zenéjét Harper MacKay szerezte. A tévéfilm a Warner Bros. Television gyártásában készült. Műfaja filmvígjáték.
Amerikában 1979. május 19-én a CBS-en, Magyarországon 1987. május 2-án az MTV1-en vetítették le a televízióban.

## Szereplők
| Szereplő                       | Eredeti hang | Magyar hang                                        |
| ------------------------------ | ------------ | -------------------------------------------------- |
| Tapsi Hapsi                    | Mel Blanc    | Harkányi Endre                                     |
| Dodó kacsa                     | Mel Blanc    | Usztics Mátyás (1. hang) Szerednyey Béla (2. hang) |
| Részeges gólya                 | Mel Blanc    | Tímár Béla                                         |
| Kotnyeles kakas (Bóbita kakas) | Mel Blanc    | Gruber Hugó                                        |
| Ebadta (Barnyard)              | Mel Blanc    | Szabó Ottó                                         |
| Strucc fióka                   | Mel Blanc    | Bursi Katalin                                      |
| Dodó kacsa felesége            | Mel Blanc    | Balogh Erika                                       |
| Léggömbös                      | Mel Blanc    | Horváth László                                     |
| Kenguru mama                   | Mel Blanc    | Magda Gabi                                         |
| Pierce apuka                   | Mel Blanc    | Varga T. József                                    |
| Francia apuka                  | Mel Blanc    | Botár Endre                                        |
| Indián apuka                   | Mel Blanc    | Orosz István                                       |
| Gólya társaság igazgatója      | Mel Blanc    | Pataky Imre                                        |
| Elvis, a gorilla papa          | Mel Blanc    | Huszár László                                      |
| Nagyi                          | June Foray   | Győri Ilona                                        |
| Mucika                         | June Foray   | Almási Éva                                         |
| Krokodil mama                  | June Foray   | Czigány Judit                                      |
| Gorilla mama                   | June Foray   | Margitai Ági                                       |

### Magyar szinkron
- Munkatárs: Boros István
- Magyar szöveg: Jankovich Krisztina
- Hangmérnök: Kováts Gábor
- Rendezőasszisztens: Lakos Éva
- Vágó: Nikodém Zsigmond
- Gyártásvezető: Nagy Zoltán
- Szinkronrendező: Tomasevics Zorka
- Cím és stáblista felolvasó: Kertész Zsuzsa

A szinkron a Magyar Televízió megbízásából a Pannónia Filmstúdió készült 1986-ban.

## Összeállítások
- Quackodile Tears
- Mother Was a Rooster (Kakas mama)
- Bushy Hare
- Stork Naked
- Goo Goo Goliath
- Apes of Wrath (Majomparádé)